# Луслитж
Лусли́тж (фр. Louslitges) — коммуна во Франции, находится в регионе Юг — Пиренеи. Департамент — Жер. Входит в состав кантона Монтескью. Округ коммуны — Миранд.
Код INSEE коммуны — 32217.

## География

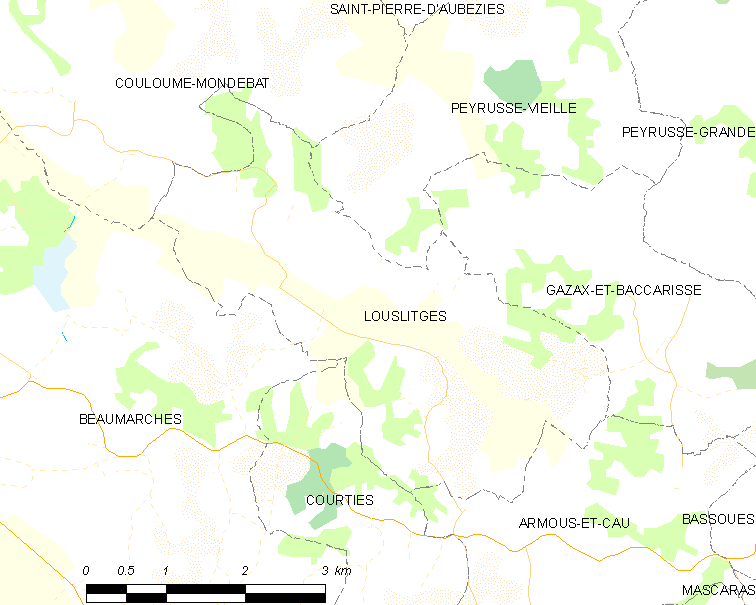
Карта коммуны

Коммуна расположена приблизительно в 610 км к югу от Парижа, в 105 км западнее Тулузы, в 35 км к западу от Оша.
По территории коммуны протекает река Миду.

## Климат
Климат умеренно-океанический. Лето жаркое и немного дождливое, температура часто превышает 35 °С. Зимой часто бывает отрицательная температура и ночные заморозки. Годовое количество осадков — 700—900 мм.

## Население
Население коммуны на 2010 год составляло 81 человек.
| 1962 | 1968 | 1975 | 1982 | 1990 | 1999 | 2010 |
| ---- | ---- | ---- | ---- | ---- | ---- | ---- |
| 145  | 129  | 97   | 83   | 87   | 83   | 81   |

## Администрация
| Период | Период | Фамилия              | Партия | Примечания |
| ------ | ------ | -------------------- | ------ | ---------- |
| 2001   | 2008   | Ален Рис             |        |            |
| 2008   | 2020   | Мириэль Жандри-Браун |        |            |

## Экономика
В 2010 году среди 45 человек трудоспособного возраста (15-64 лет) 29 были экономически активными, 16 — неактивными (показатель активности — 64,4 %, в 1999 году было 50,0 %). Из 29 активных жителей работали 23 человека (14 мужчин и 9 женщин), безработных было 6 (2 мужчин и 4 женщины). Среди 16 неактивных 1 человек был учеником или студентом, 9 — пенсионерами, 6 были неактивными по другим причинам.

## Достопримечательности
- Церковь Св. Лупа (X век)